# Banca Popolare di Vicenza
Banca Popolare di Vicenza est une banque italienne basée à Vicence. Elle est fondée en 1866 en tant que banque mutualiste.

## Histoire
Elle est fondée en 1866 en tant que banque mutualiste. Dans les années 1990, Banca Popolare di Vicenza acquiert plusieurs banques locales et régionales mutualistes en Italie.
En octobre 2014, Banca Popolare di Vicenza a échoué avec 24 autres banques aux tests de résistances de la banque centrale européenne et de l'autorité bancaire européenne.
En 2015/2016, de par des difficultés financières, la banque est dé-mutualisée dans le but de lancer une augmentation de capital. En avril 2016, Banca Popolare di Vicenza est repris dans le fonds parapublic Atlante, après l'échec d'une introduction en bourse de 1,76 milliard d'euros, pour laquelle Atlante s'est porté garant,.
En juin 2017, le gouvernement italien annonce la reprise des activités saines de Banca Popolare di Vicenza et Veneto Banca par Intesa Sanpaolo pour 1 € symbolique, soutenue de manière non précise par l'État italien à hauteur de 4,785 milliards d'euros. Les crédits et obligations définies comme douteux seront regroupés dans une bad bank, garantie par l'État italien à hauteur de 12 milliards d'euros,. 